# Electriclarryland
| Оценки критиков                   | Оценки критиков |
| Источник                          | Оценка          |
| --------------------------------- | --------------- |
| AllMusic                          | [ 1 ]           |
| The Encyclopedia of Popular Music | [ 2 ]           |
| Entertainment Weekly              | B               |
| NME                               | 2/10            |
| Pitchfork                         | 8.0/10          |
| Rolling Stone                     | [ 6 ]           |
| Spin                              | 7/10            |

Electriclarryland — седьмой студийный альбом американской рок-группы Butthole Surfers, выпущенный 6 мая 1996 года лейблом Capitol Records. Этот альбом принес Butthole Surfers их первый хит, который попал в Топ-40 — Pepper. Альбом был сертифицирован RIAA как золотой 20 августа 1996 года. Название этого альбома является пародией на третий студийный альбом Джими Хэндрикса под названием Electric Ladyland. Это второй раз, когда группа использует пародийное название для одного из своих релизов. Первым был Hairway to Steven, который отсылает к песне Stairway to Heaven группы Led Zeppelin. Первоначальным названием альбома должно было быть Oklahoma!, но, опасаясь судебных исков, Capitol Records вынудил группу сменить название.
Хотя у альбома нет метки Parental Advisory, он также был выпущен в «чистой» версии с удалением ненормативной лексики, альтернативной обложкой альбома и названием группы «B***H*** Surfers».
Песня «The Lord Is a Monkey» была показана в двух фильмах 1996 года — в «Бивис и Баттхед уделывают Америку» и в «Паршивая овца». Кроме того, группа исполнила «Ulcer Breakout» в эпизоде Шоу Ларри Сандерса.
Основные записи были сделаны в доме Пола Лири в Остине, штат Техас, в Arlyn Studios, также в Остине, и Bearsville Studios в Вудстоке, штат Нью-Йорк. Сведение и мастеринг были сделаны на Ocean Way Recording в Лос-Анджелесе, Калифорния.

## Обложка
На обложке альбома изображена барабанная перепонка человека, пронзённая карандашом. Оригинальное оформление альбома было вдохновлено Hi-Fi murders 1974 года. Затем она была заменена обложкой с изображением луговой собачки.

## Трек-лист
Все песни написаны Butthole Surfers.
| №   | Название                   | Длительность |
| --- | -------------------------- | ------------ |
| 1.  | «Birds»                    | 3:10         |
| 2.  | «Cough Syrup»              | 4:33         |
| 3.  | «Pepper»                   | 4:57         |
| 4.  | «Thermador»                | 4:35         |
| 5.  | «Ulcer Breakout»           | 2:34         |
| 6.  | «Jingle of a Dog's Collar» | 3:08         |
| 7.  | «TV Star»                  | 3:06         |
| 8.  | «My Brother's Wife»        | 5:13         |
| 9.  | «Ah Ha»                    | 3:31         |
| 10. | «The Lord Is a Monkey»     | 4:46         |
| 11. | «Let's Talk About Cars»    | 4:34         |
| 12. | «L.A.»                     | 2:46         |
| 13. | «Space»                    | 4:25         |